# 内村航平
内村 航平（うちむら こうへい、1989年〈昭和64年〉1月3日 - ）は、日本の元体操競技選手。
オリンピック4大会（2008年北京、2012年ロンドン、2016年リオデジャネイロ、2020年東京）に出場し、個人総合2連覇を含む7つのメダル（金メダル3、銀メダル4）を獲得。また、世界体操競技選手権でも個人総合での世界最多の6連覇を含む19個のメダル（金メダル10、銀メダル5、銅メダル4）を獲得している。個人総合において、2008年北京五輪で10代の選手として史上初めて銀メダルを獲得したことを皮切りに、2009年世界体操競技選手権から2016年リオデジャネイロ五輪まで前人未到の世界大会8連覇を達成。国内外において2008年の全日本選手権から2017年のNHK杯まで約9年間に渡り個人総合で40連勝を記録したことから、「史上最高の体操選手」との呼び声も高い。
愛称は「キング」。「体操界のレジェンド」と称される。

## 人物
1989年1月3日、福岡県北九州市に生まれ、1992年に母・周子の出身地長崎県諫早市に両親が「スポーツクラブ内村」を開設したのを機に、3歳で体操を始めた。父・内村和久は日本体育大学体操競技部出身で柳川高等学校時代に高校総体の種目別で優勝しており、母・内村周子も元体操選手、妹の春日（はるひ）も元体操選手（日体大）という体操一家である。
諫早市立諫早中学校卒業後は、両親の反対を押し切り上京し、塚原直也に憧れて朝日生命体操クラブに入門し、東洋高等学校を経て日本体育大学体育学部体育学科に入学。2006年、高校3年の時に高校選抜と全日本ジュニアの個人総合の2冠を獲得するなど活躍し、高校生ながらナショナルチームに選出された。高校生の時あん馬の種目で2点をたたき出したことがある。大学では体操競技部に所属し、4年時には主将を務めた。2010年、テレビドラマ『タンブリング』第1話（TBSテレビ）にて鷲津学院の体操選手の生徒役でカメオ出演している。
日体大卒業後の2011年4月、山室光史とともにコナミスポーツ&ライフ（現コナミスポーツ）に入社し、所属先の体操競技部のある埼玉県草加市で6年間過ごす。
2012年11月11日、一般女性と結婚。
2013年4月19日、夫人が第1子となる女児を出産した。
2015年、第2子となる女児が誕生。
2016年11月、コナミスポーツクラブを退社してプロ活動を開始。
2016年12月、アシックスジャパンとスポンサー契約を結ぶ。
2017年3月1日、長崎ちゃんぽん店などを展開するリンガーハットと所属契約を結ぶ。
2017年1月、復興大臣からの委嘱で東日本大震災の被災地を支援する「復興応援大使」に就任する。
2020年12月31日をもって、リンガーハットとの所属契約を終了した事が翌2021年1月に公表された。
2021年3月17日、都内で会見し、自動車販売などを手掛ける「ジョイカル」と所属契約を結んだことを発表した。契約期間は24年3月16日までの3年間。
2021年11月、家庭内の問題を機に妻子と別居。
2022年1月11日、自身の公式サイトに於いてマネジメント事務所である「スポーツコンサルティングジャパン」名義で文書をリリースし、現役を引退することを発表。1月14日に、正式な引退記者会見を催し、引退試合を行うことを表明した。体操で引退試合(演技会)を開くのは異例である。現役引退後、日本体操協会体操男子の強化本部のアドバイザーコーチに就任。
同年3月12日に引退試合となる「KOHEI UCHIMURA THE FINAL」を東京体育館で行い、現役を引退した
2023年5月、日本体操協会強化コーチに就任。同年6月、日本体操協会理事に就任。2025年6月、「普及活動に専念したい」として理事を退任。

## 特徴
オリンピック、世界選手権の種目別で複数回優勝経験のあるような専門的な種目はないが、全ての種目を高レベルにこなすオールラウンダーである。得意種目は2018年現在で鉄棒（体操NIPPONオフィシャルファンサイトより）。世界選手権の種目別ではゆかの他、鉄棒と平行棒で優勝経験がある。
着地と空中姿勢には定評があり、体操競技の採点要素の一つであるEスコア（技の正確さ）が全種目を通じて非常に高い。2011年の世界選手権でロンジン・エレガンス賞を受賞。（日本勢の受賞は2007年の冨田洋之・2010年の田中理恵に続いて3人目。）2013年及び2014年でも受賞しており、2022年現在、3回連続で受賞した体操選手は男女通じて内村のみである。
幼い頃から両親の営むスポーツクラブ内村でタンブリング・トランポリンに親しみ、中でも当時、愛読していた漫画『ガンバ!Fly high』の影響で鉄棒とゆかにのめり込み、既に小学校高学年の時には（トランポリン上で）ひねり技を身につける など、高度な空中感覚に加え安定した着地感覚を身につけた。日本代表となった後も、新たな技に取り組む際はトランポリンを使って技の感覚を覚え体の動きをチェックしている。
かつては極端な偏食家であり、野菜を連想させる緑色も大嫌いというほどの野菜嫌いで食事はほぼ米と肉のみだった。好物はバナナとチョコレート類。特に気に入っていたのは有楽製菓の「ブラックサンダー」で、北京オリンピックには40個持ち込み、「勝負食」として競技前に食べていたことなどが報道された。また、喫煙者である。コナミスポーツ&ライフへの入社後に同社の指導により食生活の改善に取り組み、野菜を食べるようになりチョコレートも断っているが、野菜は完全な克服には至っていない。また、食事は20歳から1日一食のみ。
愛読書は『ガンバ!Fly high』で、好きな体操選手は主人公の藤巻駿。好きな歴史上の人物は織田信長・坂本龍馬、好きな城は姫路城。好きな音楽アーティストはAK-69。運転中や移動中、試合前などに中毒になるほどずっと聞いていると本人が明かしている。
2016年リオデジャネイロオリンピックで個人総合の最終種目「鉄棒」の演技中、人生初のぎっくり腰になった。また試合中、他の選手は得点を見るが本人は全く見ないとバラエティ番組『スポーツ天国と地獄』（TBSテレビ）で明かしている。

## 経歴
2007年（平成19年）ユニバーシアードの団体と種目別ゆかで優勝。2008年（平成20年）、初めてのオリンピック代表選考である二次予選では、二日間ともに冨田洋之を抑えてトップに立ち予選通過。最終予選のNHK杯体操選手権では優勝こそ冨田に譲ったが2位に入り、北京オリンピックの出場権を獲得した。
オリンピック本大会では、団体戦メンバーとして19歳で最年少ながら安定した堂々とした演技を披露、男子体操団体で日本の銀メダル獲得に貢献すると、その2日後の男子体操個人総合決勝では、苦手とするあん馬で2度の落下がありながらも他種目で23人を抜き、最終的には2位となって銀メダルを獲得した。日本人選手の個人総合でのメダル獲得は北京五輪代表監督の具志堅幸司がロサンゼルスオリンピックにおいて金メダルを獲得して以来24年ぶりであると同時に、10代での獲得は史上初である。
2008年（平成20年）、全日本選手権で個人総合優勝を果たす。それまで男子体操を牽引していた冨田洋之が同年末をもって引退し、名実ともに日本の新たなエースとなった。2009年世界体操競技選手権（ロンドン）の個人総合決勝ではゆか、跳馬、吊り輪、鉄棒の4種目で1位の得点を記録し、トータル91.500で2位に2.251点の大差をつけて初優勝を達成。20歳での獲得は日本勢史上最年少であった。2010年世界選手権（ロッテルダム）でも全種目で15点以上のトータル92.331点で2位に2.283点差をつける圧勝で、日本人初の個人総合2連覇を達成した。また同年12月の全日本選手権種目別跳馬で、新技「伸身ユルチェンコ3回ひねり」を成功させている。
2011年世界体操競技選手権（東京）は、社会人となってから初めての国際大会でもあったが、個人総合で全種目で3位以内の得点を記録し、国際大会自己ベストの93.641点をマーク。2位のP・ボイに3.101点の大差をつける圧勝で、世界選手権史上初の個人総合3連覇 を達成した。種目別には跳馬以外の5種目に出場。ゆかではG難度のリ・ジョンソンを成功させて金メダルを獲得。内村のひねりが速く、審判がこれを見落としていたため、日本チームの指摘により得点が訂正された。ゆかの種目別金メダルは1974年（ヴァルナ）の笠松茂以来34年ぶりの快挙。鉄棒でも銅メダルを獲得した。今大会での個人総合3連覇によりロンドンオリンピック代表選手に内定した。

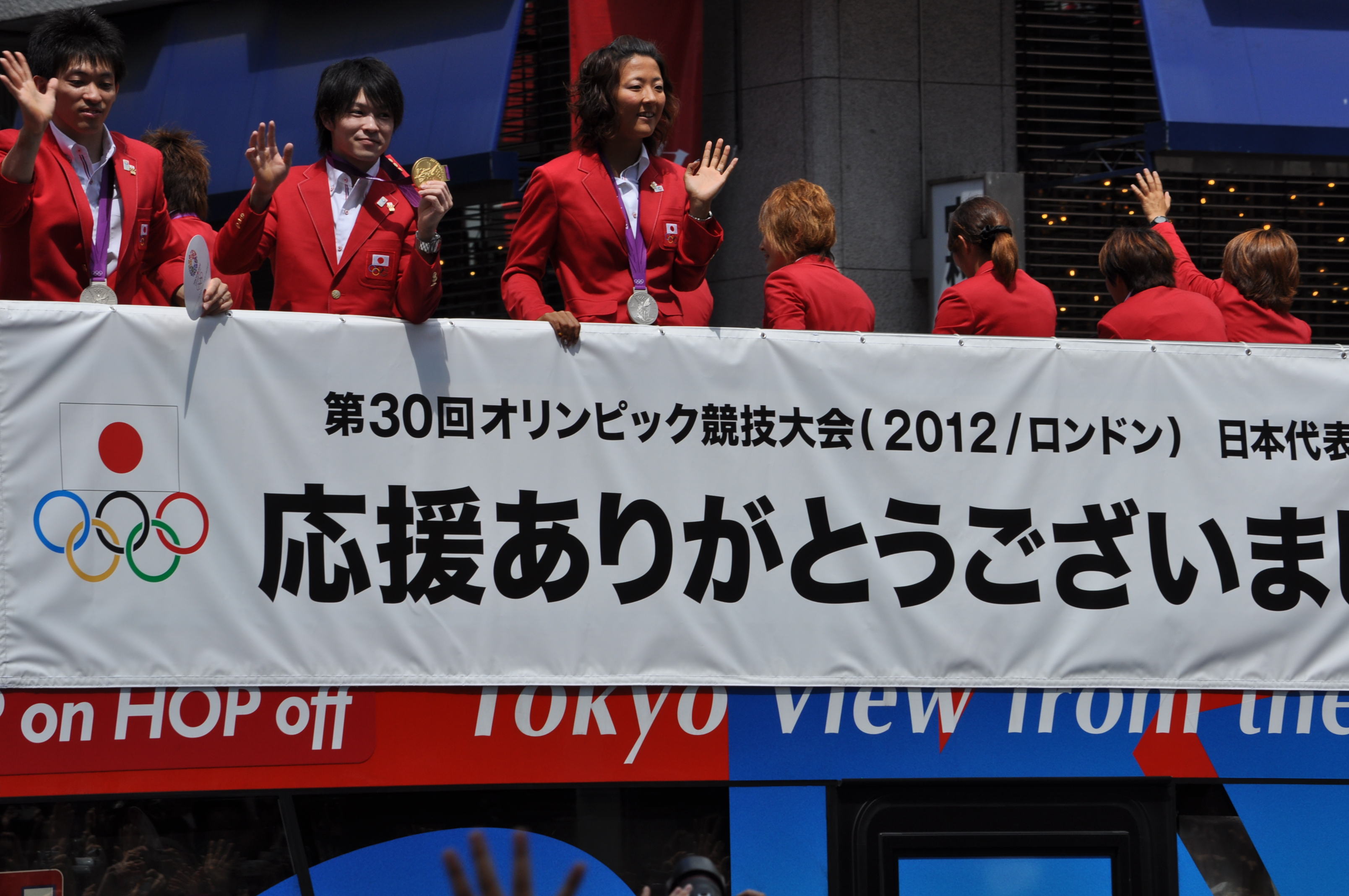
オリンピック凱旋パレード（2012年8月19日撮影）

2012年のロンドンオリンピックは、各国のメディアから個人総合「金メダル確実」と評され臨んだが、予選で鞍馬と鉄棒で落下するミスをしてしまう。男子団体では5種目で安定した演技を見せるも、最終種目鞍馬のフィニッシュで倒立から着地に移行する際に態勢を崩したため倒立の得点が認められず、一時は4位になったが日本選手団の正式な抗議により得点が見直され2大会連続の銀メダルを獲得した。しかし、インタビューでは「4位でも、2位でも、僕は、あまり、変わらなかった、と思う」と話し、笑顔はなかった。過去に例を見ない不調に個人総合金メダルへの心配する声も上がったが、団体でミスをした鞍馬を15.066点で乗り切ると3種目目の跳馬で完璧な着地を見せ16.266点の高得点で首位に立ち、全6種目を全て15点台以上でまとめるなど安定した演技を取り戻して最終得点は2位に1.658点の大差をつける92.690点をマークして金メダル。2大会連続のメダル獲得は前述の具志堅幸司以来28年ぶり。これまで長崎県は九州で唯一個人、団体種目を通じて金メダリストが出ておらず、内村は長崎県出身者として初めての金メダリストとなった。種目別決勝のゆかでは、一人目の演技者として登場し、15.800点で銀メダルを獲得した。埼玉県から彩の国功労賞を受賞。
2013年世界体操競技選手権（アントワープ）の個人総合では、予選で91.924点を記録して2位に2.394点差をつけてトップ通過。決勝でもただ一人全種目で15点台かつ3位以内を記録する安定した演技でトータル91.990点をマークし、2位の加藤凌平に1.958点差をつけて個人総合4連覇を達成。種目別では平行棒で金メダル、ゆかと鉄棒で銅メダルを獲得した。
2014年世界体操競技選手権（南寧）の団体総合決勝では5種目を終えた段階で日本がトップに立ち、その後日本が最終種目の鉄棒を先に終えて2位の中国の結果を待つという状況だったが、中国が鉄棒で高得点をマークして日本を逆転したため、自身初の世界選手権団体優勝はならなかった。個人総合ではただひとり全種目で15点以上の演技（ゆか、跳馬で1位）を見せて91.965点を記録し、2位のマックス・ウィットロックに1.492点差をつけて連勝記録を5に伸ばした。この個人総合での金メダル獲得で世界選手権での通算獲得金メダル数が7個目となり、監物永三と中山彰規が持っていた日本人選手最多記録に並んだ。また銀と銅をあわせたメダル獲得数でも15個目となり、監物永三と並んで日本人最多タイとなった。この後、種目別鉄棒で銀メダルを獲得し、世界選手権の獲得メダル数は日本人歴代最多を更新する16個となった。
2015年世界体操競技選手権（グラスゴー）では、10月26日に出場した予選4種目目のゆかで競技開始前に前演技者の採点で10分以上待たされ、競技中にも前方宙返りで頭部を強打するアクシデントがあったが、個人6種目計でトップの90.654点をマーク。団体総合でも日本は358.884点で中国を抑えトップ通過。28日の団体総合決勝では鉄棒のカッシーナで落下するなど内容は完璧ではなかったが、6種目計で91.531点をマークし、世界選手権の団体総合では37年ぶり（オリンピックも含めた世界規模の大会では2004年アテネオリンピック以来）となる日本の金メダル獲得に貢献した。世界選手権での通算金メダル獲得数は8個となり日本人選手歴代単独1位となった。30日に行われた個人総合では、ゆかと跳馬で1位の得点をマークするなど、全6種目で5位以内に入る安定した演技で92.332点をマークし、2位のマンリケ・ラルドゥエト（キューバ）に1.634点の大差をつけて連覇を6に伸ばした。11月1日にも種目別鉄棒で自身初の金メダルを獲得。この大会で3個の金メダルを獲得し、自身が持つ世界選手権での日本人選手最多メダル獲得数記録を金10、銀5、銅4の計19個に伸ばした。また、オリンピックで獲得したメダル5個と併せた世界大会でのメダル獲得数も24個となり、監物永三と並び日本人選手歴代最多タイとなった。
2016年リオデジャネイロオリンピックでは、予選の鉄棒で落下のミスにより種目別決勝を逃し個人総合では2位で決勝に進出。団体では全6種目に出場し、全てにおいて安定した演技を披露し、体操日本としてはアテネ大会以来12年ぶり自身にとっても悲願であったオリンピックでの団体金メダルを獲得。個人総合では4種目を終えた時点で、ウクライナのオレグ・ベルニャエフと0.401差の2位につける。5種目目の平行棒で0.901差に広がり逆転が厳しい状況になったが、最終種目の鉄棒では演技中にぎっくり腰を発症しながらも15.800の高得点をたたき出し、合計点92.365でベルニャエフを0.099差でかわし逆転で個人総合2連覇と団体との2冠を達成。オリンピックの個人総合連覇は歴代4人目、日本人では加藤沢男以来44年ぶりの快挙となった。
2017年世界体操競技選手権（モントリオール）では、2種目目の跳馬の着地で負傷し途中棄権した。この棄権により2009年から続いた世界選手権個人総合での連勝記録は6で途絶えた。また、その他の国内外の大会を含めても2008年全日本学生選手権以来9年ぶりの敗北となり、個人総合の連勝記録は40でストップすることになった。
2018年は9月に練習で負傷したことから個人総合を断念。世界選手権の団体では4種目で演技し銅メダル、種目別鉄棒で銀メダルを獲得した。
2019年は日本選手権で予選落ちし、12年ぶりに日本代表の座を逃した。
2020年からは鉄棒に専念することを表明。全日本体操種目別選手権の予選で、2019年世界選手権優勝者の得点（14・900点）を圧倒する15.333点を記録。決勝ではそれを上回る15.700点を記録して優勝した。
2021年7月24日、東京オリンピックに個人種目別鉄棒で出場したが、離れ技の後の中盤のひねり技で鉄棒から落下し、予選落ちとなった。  得点は13・866点にとどまり、決勝に進む上位8人に入れず敗退。 リオ五輪後は肩のけがなどに悩まされ、今回は種目別の鉄棒に絞って出場した。
2021年10月、コロナ禍の中、生まれ故郷である北九州市で世界体操選手権が開催された。体操種目別鉄棒に出場し、6位とメダルは逃したものの、無観客での東京五輪後初の有観客での国際大会開催を英断した故郷・北九州市に感謝するため、Ｔシャツに「ありがとう北九州」と書いて客席に投げ入れるなど、観客と喜びを共有した。

## 主な競技成績

### 国内大会
- 2003年 全国中学：個人42位
- 2003年 全国ジュニア2部出場
- 2005年 高校選抜：個人15位
- 2005年 インターハイ：個人14位
- 2005年 全日本ジュニア：個人3位
- 2005年 全日本選手権出場
- 2006年 高校選抜：個人優勝
- 2006年 インターハイ：個人2位
- 2006年 全日本ジュニア  一部選手権、個人総合優勝
- 2006年 全日本選手権：個人8位
- 2007年 全日本学生：個人優勝

| 年         | 大会名                               | 団体 | 個人                      |                       |           |            |          |          |            |
| ---------- | ------------------------------------ | ---- | ------------------------- | --------------------- | --------- | ---------- | -------- | -------- | ---------- |
| 2007年10月 | 全日本選手権（第61回）               |      | 個人7位                   | ゆか優勝              |           |            |          |          |            |
| 2008年5月  | NHK杯（第47回） （北京五輪最終選考） |      | 個人総合2位               |                       |           |            |          |          |            |
| 2008年11月 | 全日本選手権（第62回）               |      | 個人総合優勝 （連覇開始） | ゆか2位               |           |            |          |          | あん馬2位  |
| 2009年4月  | 全日本選手権（第63回）個人           |      | 個人総合優勝 （2連覇）    |                       |           |            |          |          |            |
| 2009年6月  | NHK杯（第48回）                      |      | 個人総合優勝 （連覇開始） |                       |           |            |          |          |            |
| 2009年11月 | 全日本選手権（第63回）種目別         |      |                           | ゆか優勝 （連覇開始） | つり輪2位 | 平行棒優勝 | 鉄棒2位  |          |            |
| 2010年5月  | 全日本選手権（第64回）個人           |      | 個人総合優勝 （3連覇）    |                       |           |            |          |          |            |
| 2010年6月  | NHK杯（第49回）                      |      | 個人総合優勝 （2連覇）    |                       |           |            |          |          |            |
| 2010年12月 | 全日本選手権（第64回）種目別         |      |                           | ゆか優勝 （2連覇）    |           | 平行棒7位  | 鉄棒優勝 | 跳馬優勝 |            |
| 2011年4月  | 全日本選手権（第65回）個人           |      | 個人総合優勝 （4連覇）    |                       |           |            |          |          |            |
| 2011年6月  | NHK杯（第50回）                      |      | 個人総合優勝 （3連覇）    |                       |           |            |          |          |            |
| 2011年11月 | 全日本選手権（第65回）種目別         |      |                           | ゆか優勝 （3連覇）    |           |            | 鉄棒優勝 |          | あん馬優勝 |
| 2012年4月  | 全日本選手権（第66回）個人           |      | 個人総合優勝 （5連覇）    |                       |           |            |          |          |            |
| 2013年5月  | 全日本選手権（第67回）個人           |      | 個人総合優勝 （6連覇）    |                       |           |            |          |          |            |
| 2013年6月  | NHK杯（第52回）                      |      | 個人総合優勝 （5連覇）    |                       |           |            |          |          |            |
| 2014年4月  | 全日本選手権（第68回）個人           |      | 個人総合優勝 （7連覇）    |                       |           |            |          |          |            |
| 2014年5月  | NHK杯（第53回）                      |      | 個人総合優勝 （6連覇）    |                       |           |            |          |          |            |
| 2015年4月  | 全日本選手権（第69回）個人           |      | 個人総合優勝 （8連覇）    |                       |           |            |          |          |            |
| 2015年5月  | NHK杯（第54回）                      |      | 個人総合優勝 （7連覇）    |                       |           |            |          |          |            |
| 2016年4月  | 全日本選手権（第70回）個人           |      | 個人総合優勝 （9連覇）    |                       |           |            |          |          |            |
| 2016年5月  | NHK杯（第55回）                      |      | 個人総合優勝 （8連覇）    |                       |           |            |          |          |            |
| 2017年4月  | 全日本選手権（第71回）個人           |      | 個人総合優勝 （10連覇）   |                       |           |            |          |          |            |
| 2017年5月  | NHK杯（第56回）                      |      | 個人総合優勝 （9連覇）    |                       |           |            |          |          |            |
| 2017年6月  | 全日本選手権（第71回）種目別         |      |                           |                       |           |            | 鉄棒優勝 |          |            |
| 2018年4月  | 全日本選手権（第72回）個人           |      | 個人3位                   |                       |           |            |          |          |            |
| 2018年5月  | NHK杯（第57回）                      |      | 個人総合優勝 （10連覇）   |                       |           |            |          |          |            |

### 国際大会
| 年         | 大会名                       | 団体         | 個人                      |          |           |            |          |         |           |
| ---------- | ---------------------------- | ------------ | ------------------------- | -------- | --------- | ---------- | -------- | ------- | --------- |
| 2006年4月  | 環太平洋選手権               | 団体1位      |                           | ゆか優勝 | つり輪4位 | 平行棒2位  |          |         |           |
| 2006年12月 | ボローニンカップ             | 団体優勝     | 個人4位                   | ゆか3位  | つり輪6位 | 平行棒7位  | 鉄棒3位  |         |           |
| 2007年5月  | フランス国際                 |              |                           |          |           |            |          | 跳馬3位 |           |
| 2007年8月  | ユニバーシアード             | 団体優勝     |                           | ゆか優勝 |           |            |          | 跳馬3位 |           |
| 2007年11月 | 北京国際招待                 | 団体2位      |                           | ゆか7位  |           |            |          |         |           |
| 2008年5月  | 天津国際                     |              |                           | ゆか優勝 |           |            |          |         |           |
| 2008年8月  | 北京オリンピック             | 団体総合2位  | 個人総合2位               | ゆか5位  |           |            |          |         |           |
| 2008年11月 | 豊田国際                     |              |                           | ゆか2位  |           |            |          |         |           |
| 2008年12月 | ワールドカップ決勝（第14回） |              |                           | ゆか2位  |           |            |          |         |           |
| 2009年3月  | コトブス国際                 |              |                           | ゆか優勝 |           |            |          |         |           |
| 2009年7月  | 体操JAPAN CUP 2009           | 団体優勝     | 個人優勝                  |          |           |            |          |         |           |
| 2009年10月 | 世界選手権（2009）           |              | 個人総合優勝 （連覇開始） | ゆか4位  |           |            | 鉄棒6位  |         |           |
| 2009年12月 | 豊田国際                     |              |                           | ゆか優勝 |           |            | 鉄棒2位  |         | あん馬7位 |
| 2010年4月  | フランス国際                 |              |                           |          | つり輪2位 |            | 鉄棒優勝 |         |           |
| 2010年7月  | 体操JAPAN CUP 2010           | 団体優勝     | 個人優勝                  |          |           |            |          |         |           |
| 2010年10月 | 世界選手権（2010）           | 団体総合2位  | 個人総合優勝 （2連覇）    | ゆか2位  |           | 平行棒3位  |          |         |           |
| 2010年12月 | 豊田国際                     |              |                           | ゆか優勝 |           |            | 鉄棒2位  | 跳馬6位 |           |
| 2011年7月  | 体操JAPAN CUP 2011           | 団体優勝     | 個人優勝                  |          |           |            |          |         |           |
| 2011年10月 | 世界選手権（2011）           | 団体総合2位  | 個人総合優勝 （3連覇）    | ゆか優勝 | つり輪6位 | 平行棒4位  | 鉄棒3位  |         | あん馬5位 |
| 2011年11月 | ワールドカップ東京           |              | 個人総合優勝              |          |           |            |          |         |           |
| 2011年12月 | 豊田国際                     |              |                           | ゆか優勝 |           |            | 鉄棒優勝 |         |           |
| 2012年7月  | ロンドンオリンピック         | 団体総合2位  | 個人総合優勝              | ゆか2位  |           |            |          |         |           |
| 2013年10月 | 世界選手権（2013）           |              | 個人総合優勝 （4連覇）    | ゆか3位  |           | 平行棒優勝 | 鉄棒3位  |         |           |
| 2013年12月 | 豊田国際                     |              |                           | ゆか2位  |           | 平行棒優勝 | 鉄棒優勝 |         |           |
| 2014年10月 | 世界選手権（2014）           | 団体総合2位  | 個人総合優勝 （5連覇）    |          |           |            | 鉄棒2位  |         |           |
| 2015年10月 | 世界選手権（2015）           | 団体総合優勝 | 個人総合優勝 （6連覇）    |          |           |            | 鉄棒優勝 |         |           |
| 2016年8月  | リオデジャネイロオリンピック | 団体総合優勝 | 個人総合優勝 （連覇）     | ゆか5位  |           |            |          |         |           |

## 受賞
- 2008年9月7日：諫早市民栄誉賞（第一号）受賞。
- 2009年：日本スポーツ賞グランプリ・朝日スポーツ賞・ビッグスポーツ賞・毎日スポーツ人賞感動賞受賞・JOCスポーツ賞優秀賞。
- 2010年：JOCスポーツ賞優秀賞
- 2011年：日本スポーツ賞特別賞・ビッグスポーツ賞受賞・JOCスポーツ賞最優秀賞
- 2011年11月：長崎県民栄誉賞受賞。
- 2012年：日本スポーツ賞特別賞・ビッグスポーツ賞・ナンバーMVP賞受賞・JOCスポーツ賞最優秀賞・彩の国スポーツ功労賞
- 2012年11月：紫綬褒章受章[39]。
- 2013年：日本スポーツ賞グランプリ受賞・JOCスポーツ賞特別栄誉賞
- 2016年9月：草加市民栄誉大賞（第一号）受賞
- 2016年11月：紫綬褒章(飾版)受章[40]。
- 2016年：彩の国スポーツ功労賞[41]

## CM出演
- トヨタ自動車・ReBORN「20年後のドラえもん」（2012年7月） - 出木杉英才30歳役
- テーブルマーク「冷凍うどん」
- toto Stand by Me編　（2014年）[42]
- 三菱地所 「さあ、世界を驚かせよう。」[43]（2014年8月 - ）
- コナミスポーツクラブ（2016年） ※ WEB CM [44]
- 明光義塾（2018年）[45]

## 著書
- 語録・写真集
  - 栄光のその先へ 内村航平語録―8年無敗の軌跡（ぴあ、2017年1月25日発売）
- 漫画監修
  - THE SHOWMAN（作画：菊田洋之、小学館、週刊少年サンデーS連載、2018年2月号 - ）

## エピソード
昭和64年生まれの1人。母は当時を振り返って、「予定日は昭和63年の12月31日でした。出産したとき、まさか天皇陛下がお亡くなりになるなんて思わなかった。次の元号に航平の『平』の文字がついたのは偶然なんですよ」と語っている。
2013年3月、出身地の諫早市に完成した諫早市中央体育館は内村の偉業を称え、その愛称を「内村記念アリーナ」とした。館内にはパネル展示コーナーが設置されている。